# John Reed junior
John Reed, Jr. (* 2. September 1781 in West Bridgewater, Plymouth County, Massachusetts; † 25. November 1860 ebenda) war ein US-amerikanischer Politiker. Zwischen 1813 und 1841 vertrat er mehrfach den Bundesstaat Massachusetts im US-Repräsentantenhaus.

## Werdegang
John Reed war der Sohn des gleichnamigen Kongressabgeordneten John Reed Sr. (1751–1831). Er studierte bis 1803 an der Brown University in Providence (Rhode Island). Anschließend unterrichtete er an dieser Universität zwei Jahre lang Fremdsprachen. In den Jahren 1806 und 1807 unterrichtete er an der Bridgewater Academy. Nach einem anschließenden Jurastudium und seiner Zulassung als Rechtsanwalt begann er in Yarmouth in diesem Beruf zu arbeiten. Politisch wurde er Mitglied der Föderalistischen Partei.
Bei den Kongresswahlen des Jahres 1812 wurde Reed im achten Wahlbezirk von Massachusetts in das US-Repräsentantenhaus in Washington, D.C. gewählt, wo er am 4. März 1813 die Nachfolge von Isaiah L. Green antrat. Nach einer Wiederwahl im neunten Distrikt seines Staates konnte er bis zum 3. März 1817 zunächst zwei Legislaturperioden im Kongress absolvieren. Diese waren bis 1815 von den Ereignissen des Britisch-Amerikanischen Krieges geprägt. In den 1820er Jahren schloss er sich der Bewegung gegen den späteren Präsidenten Andrew Jackson an und wurde Mitglied der kurzlebigen National Republican Party. Mitte der 1830er Jahre schloss er sich der damals gegründeten Whig Party an.
Bei den  Wahlen des Jahres 1820 wurde Reed erneut im neunten Bezirk seines Staates in den Kongress gewählt, wo er am 4. März 1821 Walter Folger ablöste. Nach neun Wiederwahlen konnte er bis zum 3. März 1841 zehn weitere Legislaturperioden im Repräsentantenhaus verbringen. Zwischen 1823 und 1833 vertrat er dort den 13. und danach den elften Distrikt von Massachusetts. Von 1831 bis 1833 war er Vorsitzender des Committee on Revisal and Unfinished Business. Seit dem Amtsantritt von Präsident Jackson im Jahr 1829 wurde innerhalb und außerhalb des Kongresses heftig über dessen Politik diskutiert. Dabei ging es um die umstrittene Durchsetzung des Indian Removal Act, den Konflikt mit dem Staat South Carolina, der in der Nullifikationskrise gipfelte, und die Bankenpolitik des Präsidenten. 1830 wurde Reed in die American Academy of Arts and Sciences gewählt.
Im Jahr 1840 verzichtete John Reed auf eine weitere Kongresskandidatur. Zwischen 1845 und 1851 war er Vizegouverneur von Massachusetts. Danach ist er politisch nicht mehr in Erscheinung getreten. Er starb am 25. November 1860 in seinem Geburtsort West Bridgewater.